# Dolina (Zavidovići, BiH)
Dolina je naseljeno mjesto u općini Zavidovići, Federacija Bosne i Hercegovine, BiH.

## Stanovništvo

### 1991.
Nacionalni sastav stanovništva 1991. godine, bio je sljedeći:
ukupno: 685
- Muslimani - 504
- Hrvati - 169
- Srbi - 4
- Jugoslaveni - 5
- ostali, neopredijeljeni i nepoznato - 3

### 2013.
Nacionalni sastav stanovništva 2013. godine, bio je sljedeći:
ukupno: 521
- Bošnjaci - 439
- Hrvati - 72
- ostali, neopredijeljeni i nepoznato - 10